# 2025年教宗选举秘密会议

宗座出缺時，總務樞機基文·若瑟·法雷爾所使用的纹章。

2025年教宗選舉秘密會議是教宗方济各於2025年4月21日逝世後，天主教會為了選出新任教宗而舉行的選舉秘密會議。根據相關教會法令及樞機團的決議，本次會議於2025年5月7日起在梵蒂岡的西斯汀小堂召開，共有135名樞機具備選舉人資格，當選者將成為天主教會第267任教宗。經過四輪投票後，在5月8日晚間公布由美國及秘魯雙國籍樞機羅伯特·方濟各·普雷沃斯特當選，並取名號為「良十四世」。

## 背景
2025年4月21日，教宗方济各因中風導致心臟衰竭去世，天主教會進入宗座出缺時期。根據教宗若望·保禄二世於1996年發布的《主的普世羊群》宗座憲令的规定，此次選舉秘密会议的召集人是未滿80歲的主教級樞機中排名首位者——来自意大利的伯多祿·帕羅林，以代替因超龄不能参加此次选举的枢机团团长若翰·雷及副团长良纳·桑德里。

### 枢机选举人
樞機為教宗的唯一選舉權人，亦即世界所有樞機們組成的樞機團為教宗的選舉人團。宗座出缺時，全世界共有252位枢机；而根據教宗保禄六世於1970年發布的《年齡之增》自動手諭、以及《主的普世羊群》宗座憲令等教會法令之規定，在宗座出缺时年满80岁的枢机不得参加選舉秘密會議，因此具備選舉教宗資格者為135人，其中108人（即佔八成）由方濟各任命。
西班牙的安多尼·卡尼萨雷斯·廖韦拉樞機主教和肯尼亞的若望·恩朱埃樞機主教因健康問題無法參加，使與會人數減至133人；因此，三分之二所須票數為89票。這次秘密會議是歷來選舉人數目最多的一次。

### 候选人
原则上，参加选举的枢机可以投票给任何业已受洗的成年男性天主教徒，然而依據慣例，自1378年以来选出的教宗都是枢机。

## 日期
宗座宪章第37条要求选举在宗座出缺之后的15至20天内举行。然而按照教宗本笃十六世于2013年2月22日发布的《若干规定》（Normas nonnullas），如果所有的选举人能够提前抵达罗马，会议也可以提前开始。樞機團在宗座出缺後召開的第5場會議上，確定本次教宗選舉秘密會議在5月7日开始。

## 選前預測
| 截至 2025年4月21日各地區合格選民狀況 |                          |
| 歐洲（不含義大利）                   | 36                       |
| 義大利                               | 17                       |
| 亞洲                                 | 23                       |
| 大洋洲                               | 4                        |
| 北美洲                               | 20                       |
| 非洲                                 | 18                       |
| 南美洲                               | 17                       |
| 选举人                               | 135                      |
| 缺席                                 | 2                        |
| 前任教宗                             | 方濟各（2013年至2025年） |
| 新任教宗                             | 良十四世                 |

被媒體認為是下屆教宗熱門人選的人物包括聖座國務卿伯多祿·帕羅林、菲律賓籍樞機類思·安多尼·塔格萊、意大利籍樞機瑪竇·祖皮等，皆未當選教宗。

## 选举结果

### 第一天
5月7日晚上9時正，西斯汀小堂的煙囪冒出了此次選舉的第一次黑煙，這也說明了第一輪投票已經結束，而且最高票者未達總數之三分之二，第一輪投票未能选出教宗。

### 第二天

#### 第二天上午
第二天上午舉行了兩輪投票，分別在上午10:30分和正午12點。 在11:51分，黑煙升起，象徵著第二輪及第三輪投票沒有選出教宗。秘密會議並不要求每次失敗的選舉都要燃燒一次黑煙，因此這兩次失敗的選舉的選票將一同燃燒。
在上午的兩輪投票結束後，大約有1萬5000人聚集在聖伯多祿廣場上，而聖母大殿前則有5,000人聚集。預計在第四輪之後會有更多關注，因為往次秘密會議都在這些時候選出教宗。

#### 第二天下午
5月8日下午，第四輪投票隨即舉行，18:06分，西斯汀小堂的煙囪冒出了白煙，投票成功並選出新教宗。新教宗為69歲的美國籍樞機羅伯特·方濟各·普雷沃斯特（Robert Francis Prevost），其教宗名號則選擇「良十四世」（Leo XIV）。
執事級首席樞機道明·方濟各·若瑟·曼玻第其後登上聖伯多祿大殿降福大廳陽台，向聖伯多祿廣場的信眾以拉丁語宣布新教宗的姓名及名號。拉丁語原文如下：
|  |  |  |

中文翻譯如下：
|  | 我向你們宣布一個大喜訊： 我們有教宗了！ 他是最傑出和最可敬的 神聖羅馬教會羅伯特·方濟各·普雷沃斯特樞機 以「良十四世」作為他的名號 |

新教宗其後登上聖伯多祿大殿中央陽台給予信眾首個宗座祝福（Apostolic Blessing），即「致全城與全球」降福（Urbi et Orbi，全城指教宗駐地羅馬），新任教宗的降福結束，也象徵此次選舉的結束。之後的當月18日，聖座在聖伯多祿廣場舉行教宗良十四世就職彌撒，象徵其正式開始領導普世天主教會之牧職。

## 國際反應
- 美国：美國總統唐納·川普在Truth Social上對於首次有美國人獲選教宗，表示是「令人振奮的消息，對我們國家而言是莫大的榮耀」，並期待與教宗良十四世會面，認為屆時將是極具意義的一刻。[19][20]
- 中华人民共和国：中华人民共和国外交部发言人林剑在5月9日的例行记者会上对教宗的当选表示祝贺，并称「希望梵蒂冈在新教皇的领导下，继续本着建设性精神同中方对话，就共同关心的国际议题深入沟通，共同推动中梵关系不断改善，为世界和平稳定和发展繁荣作出贡献」。[21]
- 中華民國：总统赖清德在第一时间通过驻教廷大使馆转致贺电，并表示期待未来能够携手深化人道援助合作，捍卫宗教自由，拓展深化台梵关系。[22]